# Große Studienhalle des Volkes
Die Große Studienhalle des Volkes (auch Großer Studienpalast des Volkes) ist die zentrale Bibliothek in Nordkoreas Hauptstadt Pjöngjang. Sie befindet sich auf dem Namsan-Hügel am Kim-Il-sung-Platz, am Ufer des Taedong-gang.

## Architektur
Der Monumentalbau wurde anlässlich des 70. Geburtstags des Führers Kim Il-sung im Jahr 1981 im traditionell-koreanischen Baustil konzipiert und in einem Zeitraum von 21 Monaten erbaut. Er besitzt 34 Dächer. Eröffnet wurde das Gebäude am 1. April 1983.
Über zehn Etagen und eine Fläche von insgesamt 100.000 Quadratmetern erstrecken sich 600 Räume, darunter 15 Lesesäle, 14 Auditorien, mehrere Büros, Arbeitszimmer und Serviceräume. Das Gebäude bietet Platz für etwa 30 Millionen Bücher und täglich rund 12.000 Besucher. Veröffentlichungen aus dem Ausland sind nur mit Sondergenehmigung zugänglich. Eine Besonderheit stellt das automatische Verteilersystem dar, mit dem Bücher über eine Datenbank aus dem Katalograum zum Leser transportiert werden können.

## Bedeutung

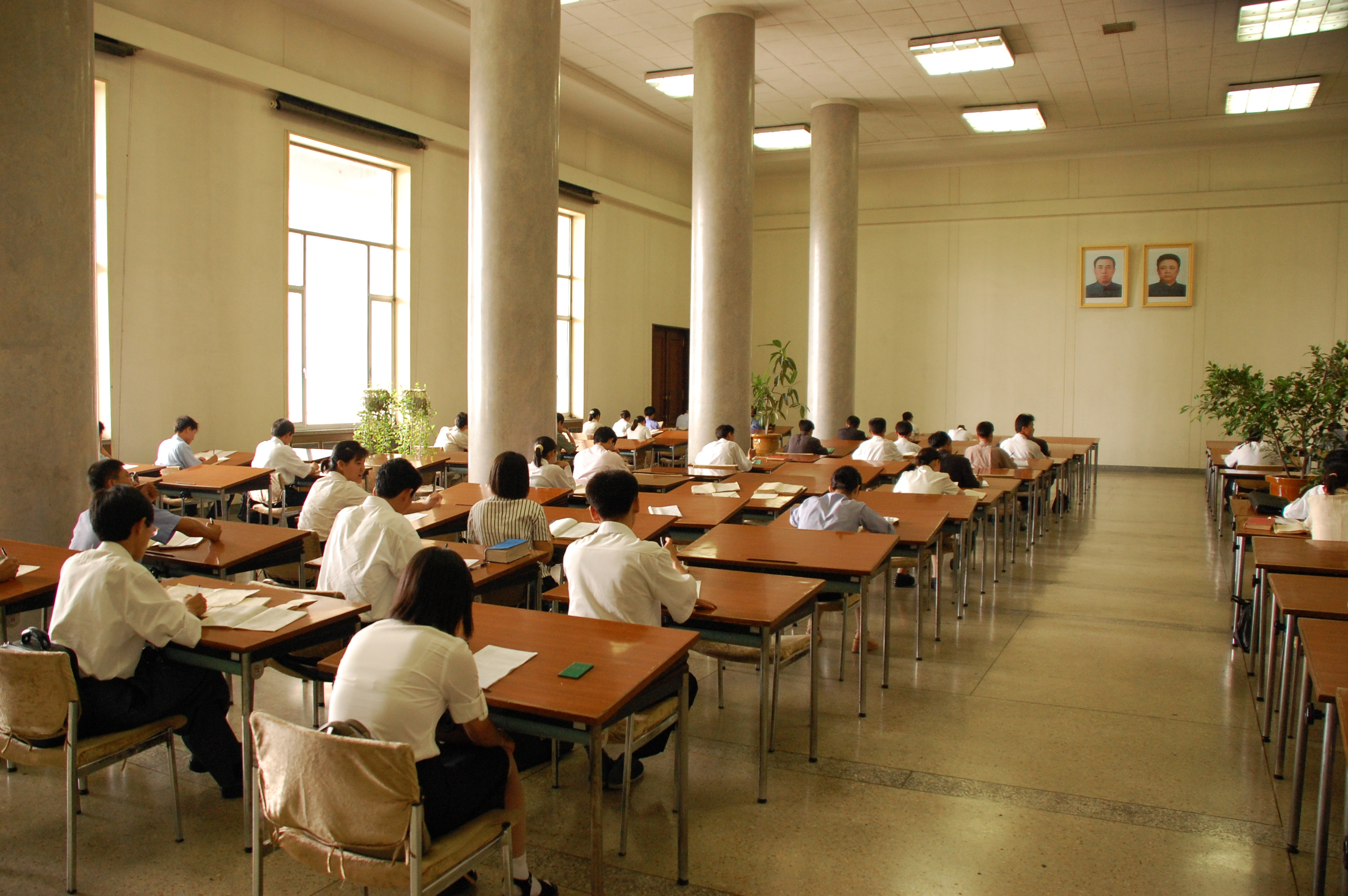
Lesesaal

Die Große Studienhalle des Volkes gilt als Zentrum der Chuch’e-Ideologie. Sie dient als Nationalbibliothek und Volkshochschule.
Pjöngjang soll an ein landesweites Intranet angeschlossen sein, das hauptsächlich Behörden und Ministerien verbindet. In der Großen Studienhalle des Volkes dürfen westliche Besucher beobachten, wie Studenten über dieses Intranet chatten. Inwieweit seine zivile Nutzung darüber hinaus möglich ist, ist unbekannt.
Das Gebäude ist als Motiv auf die 1-Won-Münze geprägt und auf der Rückseite des 5-Won-Scheines von 1992 abgebildet.
1989 wurde anlässlich der in Pjöngjang stattfindenden 13. Weltfestspiele der Jugend und Studenten in der DDR eine Briefmarke herausgegeben, auf der die Studienhalle abgebildet ist.